# Mistrzostwa świata w szachach 1958

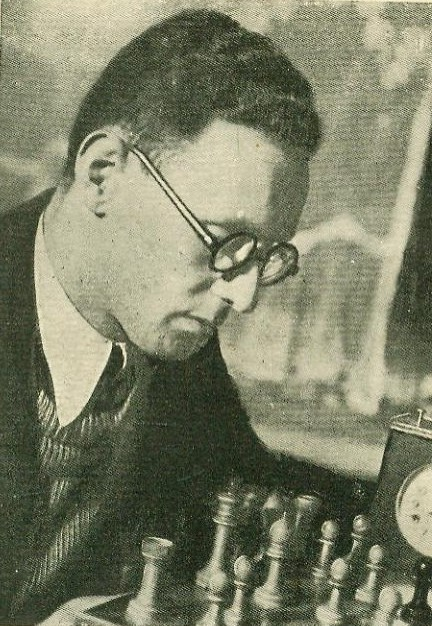
Mistrz świata 1958,
Michaił Botwinnik

Rewanżowy mecz pomiędzy nowym mistrzem świata - Wasilijem Smysłowem, a byłym mistrzem, Michaiłem Botwinnikiem, rozegrany w Moskwie w dniach 4 III - 8 V 1958 r. pod egidą FIDE.

## Zasady
Pojedynek składał się z 24 partii. Mistrzem świata zostać miał ten z zawodników, który uzyska więcej punktów. W przypadku remisu tytuł zachowywał Smysłow.

## Przebieg meczu
Botwinnik wygrał trzy pierwsze partie. Następnie rywale walczyli ze zmiennym szczęściem, lecz Botwinnik utrzymał przewagę do końca. Wynik: 12½ – 10½.

## Wyniki w poszczególnych partiach
|                   | 1 | 2 | 3 | 4 | 5 | 6 | 7 | 8 | 9 | 10 | 11 | 12 | 13 | 14 | 15 | 16 | 17 | 18 | 19 | 20 | 21 | 22 | 23 | Punkty |
| ----------------- | - | - | - | - | - | - | - | - | - | -- | -- | -- | -- | -- | -- | -- | -- | -- | -- | -- | -- | -- | -- | ------ |
| Wasilij Smysłow   | 0 | 0 | 0 | ½ | 1 | 0 | ½ | ½ | ½ | ½  | 1  | 0  | ½  | 0  | 1  | ½  | ½  | 0  | 1  | ½  | ½  | 1  | ½  | 10½    |
| Michaił Botwinnik | 1 | 1 | 1 | ½ | 0 | 1 | ½ | ½ | ½ | ½  | 0  | 1  | ½  | 1  | 0  | ½  | ½  | 1  | 0  | ½  | ½  | 0  | ½  | 12½    |